# Santa Giuletta
Santa Giuletta  (La Vila in dialetto oltrepadano) è un comune italiano di 1 577 abitanti della provincia di Pavia in Lombardia. Si trova nell'Oltrepò Pavese, parte in collina, parte nella pianura sottostante.

## Geografia
Santa Giuletta si trova al centro dell'Oltrepò Pavese, nel punto d'inizio dell'Appennino Ligure e della fine della Pianura Padana. È attraversata dal torrente Verzate e tocca la Val Sorda a sud, altri rili, come quello solforoso che scende dalla vallata di Redavalle o quello che forma la vallata di Santa Giuletta sono di minore importanza. La pianura ha una particolare geologia che causa talvolta, a determinate profondità, il ritrovamento di acque salate o calde, sulle colline il fenomeno si ripete analogamente, solo che le acque talvolta estratte sono solforose.
Il nucleo più antico, detto Castello, sorge sulla collina; il nucleo più moderno, detto La Villa, attuale capoluogo, si trova ai piedi della collina, e si estende fino alla ex-statale 10 Padana Inferiore.
Il punto più alto di Santa Giuletta è il Monte Zavo (346 m s.l.m.), dal quale venne estratta parte dell'arenaria per la costruzione di alcune parti di San Michele Maggiore, San Pietro in ciel d'oro e per la certosa di Pavia. Un altro colle di Santa Giuletta è il Monte Campone (351 m s.l.m.), posto sul confine tra Santa Giuletta, Pietra de' Giorgi e Mornico Losana.

## Storia
La zona già abitata da popolazioni Liguri e Galli, diventò sede di un insediamento romano.
In seguito il territorio divenne possedimento del monastero di San Pietro in Ciel d'Oro di Pavia.
Il toponimo è citato per la prima volta in un documento del X secolo negli atti di San Bovo. Apparteneva territorialmente a Piacenza come agro piacentino fino al 1164, quando, con il diploma imperiale dell'8 agosto, l'imperatore Federico Barbarossa l'assegnò a Pavia; pur rimanendo feudo del monastero di San Pietro in Ciel d'Oro. Successivamente nel XIII secolo la località venne inserita nelle terre del contado pavese dell'Oltrepò, con il nome di Sancta Juleta, e passò al feudo di Broni.
Santa Giuletta, formata storicamente da due distinti centri abitati detti il Castello e la Villa, si costituisce come entità unitaria attorno alla sua chiesa, dedicata a Santa Giuletta e risalente indubbiamente all'alto medioevo. Probabilmente derivò dalla separazione di una più antica chiesa dei Santi Quirico e Giulitta, sorta nella parte orientale della pieve di Casteggio (allora nella diocesi di Piacenza), la cui origine va ricercata nel transito dei corpi dei due martiri da Marsiglia (ove erano giunti per opera di sant'Amatore, vescovo di Auxerre) a Roma, avvenuta per volontà di papa Vigilio attorno al 550 d.C. La strada Romera passante per Santa Giuletta fu sempre la via dei pellegrinaggi dalla Francia meridionale a Roma. Dalla stessa originaria chiesa di San Quirico e Giulitta sarebbe derivata anche la vicina parrocchia di Corvino San Quirico.
Non è noto quando sorsero i due centri abitati attuali (la chiesa si trova a mezza strada tra essi); certamente si riferisce al Castello il diploma del 1164 che pone anche Santa Giuletta sotto la giurisdizione di Pavia, che ne fece la sede di una podesteria o squadra. Il territorio dell'attuale comune coincide grosso modo con tale podesteria, che a sua volta fu sempre costituita solo da tale comune. Nel XIV secolo cadde sotto la signoria dei Beccaria del ramo di Santa Giuletta, e fu regolarmente infeudato nel 1412. Nel 1631 apparteneva ancora ai Beccaria, divisi in quattro rami: a quei tempi ormai la Villa aveva superato il Castello come popolazione (32 famiglie contro 25). Nel 1694, per estinzioni o rinunce da parte dei vari rami dei Beccaria, il feudo passò in condominio alle famiglie Trotti e Isimbardi (da cui la locale cascina Isimbarda), entrambe col titolo di Conti di Santa Giuletta, che sopravvissero alla fine del feudalesimo (1797). Negli anni cinquanta la sede comunale era passata alla Villa, ormai detta Santa Giuletta per antonomasia.
Nel 1953 l'antico oratorio di San Colombano, alla Villa, divenne parrocchia autonoma, separata da Santa Giuletta che restava parrocchia del Castello.
Alla fine degli anni settanta, avvennero diversi cedimenti del suolo sulle colline di Santa Giuletta, molte abitazioni e filari di viti furono distrutti e un discreto pezzo di strada dovette essere ricostruito. Per ovviare al problema recentemente si sono costruiti drenaggi appositi.

### Simboli
Lo stemma e il gonfalone sono stati concessi con decreto del presidente della Repubblica il 6 dicembre 1972.
Il gonfalone è un drappo d'azzurro.

## Monumenti e luoghi di interesse
- Torre Griziotti è situata tra le frazioni di Orto e Monteceresino.
- Sul territorio sono presenti diverse zone boschive, alcune anche discretamente grandi, come il bosco di Castello  e il bosco di Monteceresino.

## Società

### Evoluzione demografica
Abitanti censiti

## Cultura

### Meeting internazionale delle Comunità di San Colombano (Columban's Day) 2011
Il 27 giugno 2010 ad Armagh in Irlanda del Nord, in occasione del Columban's Day 2010, il comitato organizzativo del Meeting ha scelse Santa Giuletta e la sua parrocchia come sede del Meeting internazionale delle Comunità di San Colombano - Columban's Day 2011.
La manifestazione è stata organizzata dal Comitato Colombaniano di San Colombano al Lambro (MI). Il Meeting si svolge annualmente in una città legata al santo monaco ed abate irlandese San Colombano, sia in Italia che in Europa, dove viene portato il busto argenteo contenente la reliquia del teschio del santo proveniente da Bobbio (PC).

## Economia

### La produzione di bambole di Santa Giuletta
Tra gli anni '50 e la fine degli anni '60 Santa Giuletta conobbe un'intensa attività industriale legata alla produzione di bambole. La prima fabbrica ad operare in tale settore fu la “Fata”, nata a Milano all'inizio del Novecento. Nel 1929 la società Fata venne acquistata dai cugini Teresio Garbagna e Luigi Porcellana, nativi di S. Giuletta e già azionisti all'interno della ditta. Nel 1933 una piccola parte di produzione venne trasferita a S. Giuletta. Le prime "bambole economiche" furono realizzate in una piccola stanza al primo piano del palazzo Giandolini, in cui lavoravano 7 operaie. Le bambole avevano il corpo di stoffa riempita di "rivia", termine dialettale che indicava dei sottili trucioli di legno, ed avevano la testa in cartone pressato. Gli occhi erano dipinti così come la bocca. Nel 1936 la società trasferì l'intera produzione a S. Giuletta mantenendo a Milano la sede legale e i magazzini. Nel 1940 Teresio Garbagna si ritirò dalla società e Luigi Porcellana rimase unico proprietario. In breve tempo la fabbrica Fata divenne una ditta di tutto rispetto con una produzione in continua crescita. A partire dagli anni '40 nacquero numerosissime altre fabbriche: Liala nel 1945, Diva nel 1949 e poi Silba, Alba, Giulietta, Lilly, Miva, Farida, Rossella, Liana, Milena e Monel.
Dalle prime bambole in cartapesta si passò, verso la fine degli anni '40, a quelle in polistirolo e in polietilene e alla fine degli anni '50 si utilizzò il vinile. Nello stesso periodo sorsero anche alcune ditte complementari: la Società Italiana Materie Plastiche S.I.M.P. di Desimoni & Bezoari, lo Scatolificio Montagna-Barbieri per gli imballaggi, la G.B.D. per le voci, la Grossetti per gli occhi e nel 1956 la Lampo-Filo per la produzione di capelli in nylon (chiusa nel 2010). Nel frattempo, seguendo una nuova domanda di mercato, alcune aziende trasformarono e diversificarono la propria produzione sempre nel campo del giocattolo. La ditta Rossella nel 1961 passò alla lavorazione di pupazzi in “peluche” e testa in gomma. Anche la Monel dal 1961 produsse bambole e pupazzi in peluche. Nel 1971 la ditta SAPIA iniziò la produzione di giocattoli interamente in plastica. Negli anni '50-'60 quindi tutte le forze lavoro attive a S. Giuletta erano impegnate nelle diverse fasi della lavorazione delle bambole. 
Vale la pena ricordare che fino agli anni '60 la bambola più che un giocattolo fu considerata un oggetto di pregio addirittura da mettere in bella mostra sul letto delle giovani spose in segno di buon augurio. Che questo fenomeno della “bambola sul letto” fosse largamente diffuso è dimostrato dal gran numero di bambole abbigliate da “damina” che furono vendute non solo in Italia ma anche all'estero. Spesso i militari di ritorno in patria le portavano come souvenir alle loro famiglie. Anche il loro costo era piuttosto elevato potendo raggiungere 10.000 lire quando un apprendista percepiva 20 lire all'ora.
Purtroppo l'avvento di nuove tecnologie e la concorrenza di zone a produzione più economica (Veneto) determinarono negli anni successivi la progressiva chiusura di tutte le fabbriche di bambole.

### Museo della bambola
Per ricordare questa attività che rese famoso il paese a livello internazionale, nel 2005 è stato realizzato il Civico Museo della bambola e del giocattolo visitabile su appuntamento.
Vi sono raccolte bambole, immagini fotografiche, etichette, cataloghi, stampi in gesso, strumenti di lavoro e materiale vario dagli anni Trenta agli anni Ottanta del secolo scorso.

### Il vino
Vista la posizione favorevole l'economia di Santa Giuletta si basa prevalentemente sulla viticoltura: diverse sono le aziende addette a produrre vino.

### L'industria
Nel secolo scorso vi era una fabbrica -chiusa nel 2005- che produceva acido tartarico, sempre dalla vite e distillati vari.

### Turismo a Santa Giuletta
Sicuramente il turismo ha portato economia e lavoro al paese, sono in un numero discreto i turisti provenienti specialmente da Milano che si recano in paese, o meglio, sulle colline della frazione Castello per passare i fine settimana.

## Infrastrutture e trasporti

### Ferrovie
Santa Giuletta è servita da una stazione ferroviaria che si trova sulla linea Alessandria–Piacenza.
Santa Giuletta è attraversata dalla A21 Torino-Piacenza-Brescia, anche se non dispone di un'uscita di questa. Dal centro di Santa Giuletta, parte una strada che corre parallela alla SS10 che conduce a Redavalle, Cassino Po e infine sulla strada provinciale 198 dello Scuropasso, da questa si possono raggiungere: a destra il Passo del Carmine e Zavattarello, a sinistra Broni. Il paese è inoltre toccato dalla SP139, che percorre la Val Sorda, appena retrostante alla collina di Castello, del Monte Zavo e al Monte Campone.

### Tranvie
Tra il 1883 e il 1931 Santa Giuletta fu servita dalla tranvia Voghera-Stradella.

### La Strada Provinciale 66 delle Saline
La 66 delle saline è una strada provinciale che parte da Santa Giuletta e raggiunge, dopo 3,5 km di percorso San Re (Frazione di Barbianello).

## Amministrazione

### Gemellaggi
- Mores

## Galleria d'immagini

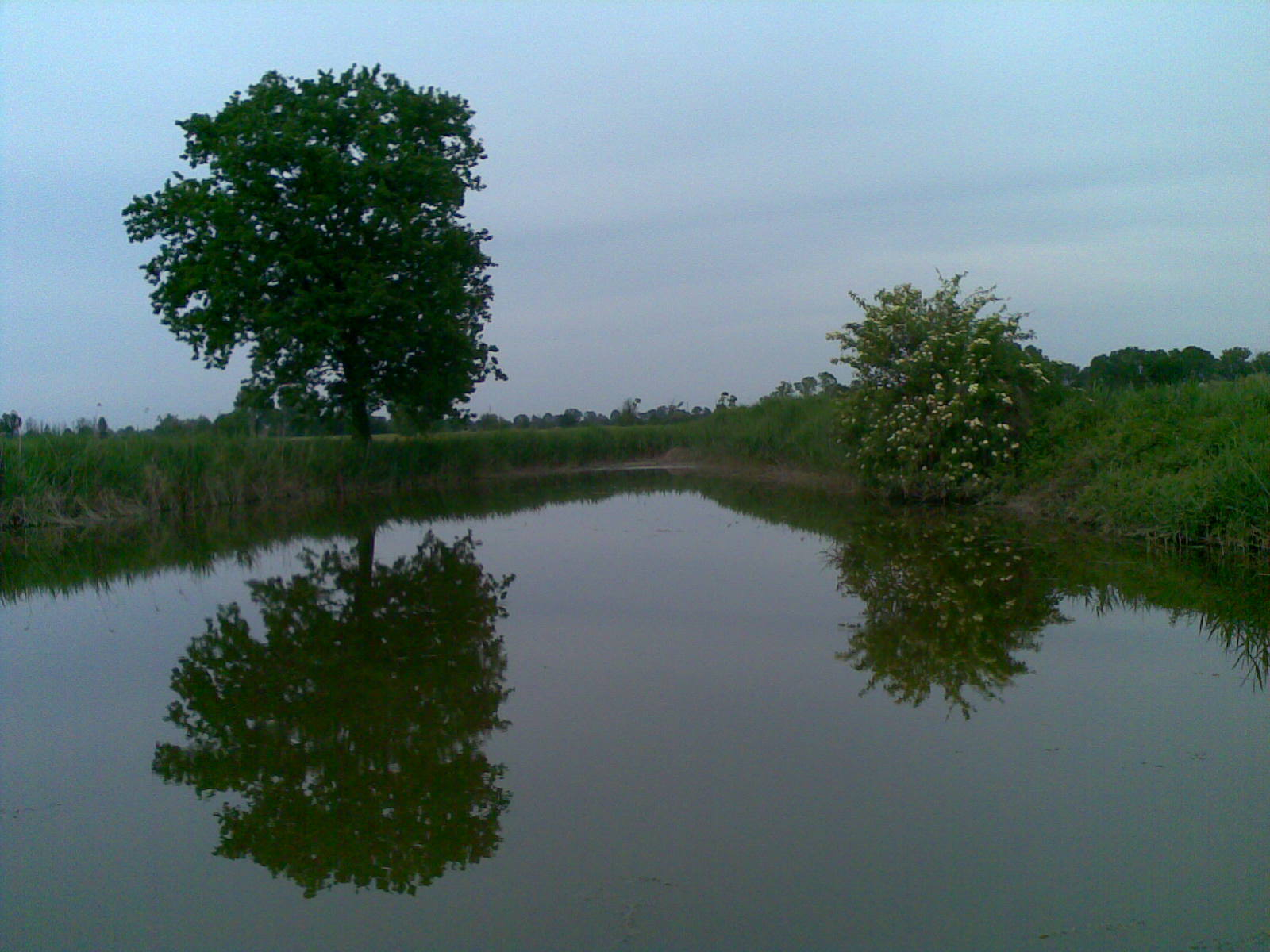
Le saline
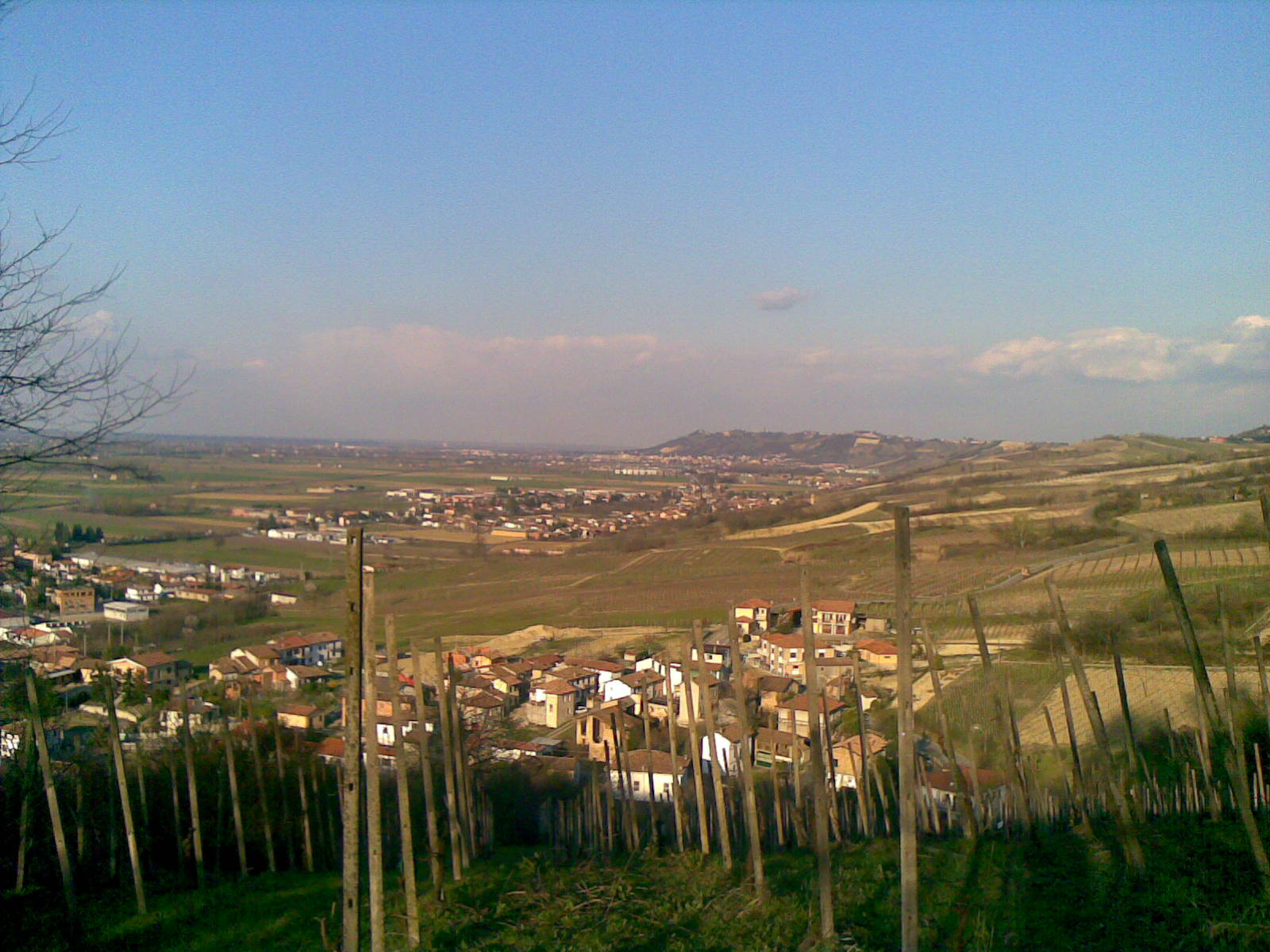
Panorama dalle colline di Santa Giuletta. In basso la località Rovere (Santa Giuletta), poi Redavalle, Broni e, infine, il punto più settentrionale di tutto l'Appennino, a Montebruciato (Frazione di Canneto Pavese).